# Plioplatecarpus
Plioplatecarpus ist eine Gattung der Mosasaurier aus der Zeit der Oberkreide. Die Gattung erschien im mittleren Campanium und lebte eventuell bis zum Ende der Kreide. Er ist nah mit der zeitlich vorhergehenden Gattung Platecarpus verwandt, die vor etwa 83 Millionen Jahren im frühen Campanium ausstarb.

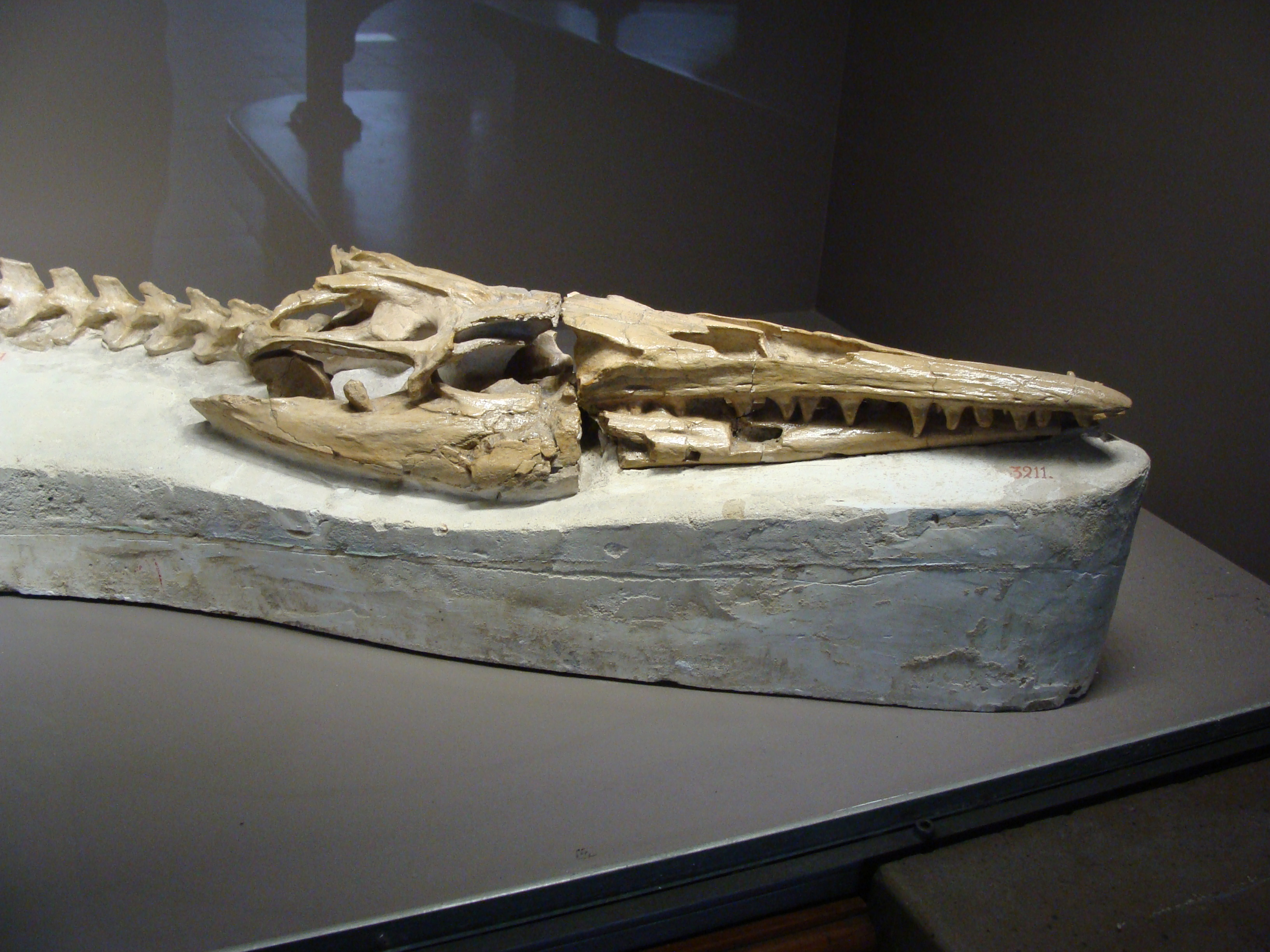
Plioplatecarpus houseaui im Brüsseler Museum für Naturwissenschaften

Die Gattung wurde 1882 von Louis Dollo nach dem Fund unvollständiger Fossilien in Europa aufgestellt. Die europäische Art wurde als Plioplatecarpus marshi beschrieben. Das erste möglicherweise zu der Gattung gehörende amerikanische fossile Material stammt aus der Navesink Formation in New Jersey und wurde von Cope zunächst als Mosasaurus depressus beschrieben. Spätere Funde in ganz Nordamerika (New Jersey, Mississippi, Alabama, South Dakota, North Dakota, Saskatchewan) wurden als Plioplatecarpus primaevus beschrieben.
1995 wurde in North Dakota ein sehr großes Plioplatecarpus-Fossil gefunden, das 25 % länger ist als die bisherigen Funde und 7,5 Meter lang ist. Es ist zu 70 % erhalten. Lediglich die Flossen, einige Rippen, das Becken, und Teile des Schwanzes fehlen. Der Schädel hat eine Länge von einem Meter.
Plioplatecarpus ist die einzige Mosasauriergattung, von der auch Fossilien von Föten gefunden wurden, ein wichtiger Hinweis, dass sie lebendgebärend waren.
Der Schädel von Plioplatecarpus ist im Vergleich zu anderen Mosasauriern relativ kurz, die Augen sind relativ größer. Die Anzahl der schlanken, stark nach hinten gebogenen Zähne im Kiefer ist auf zwölf oder weniger reduziert. Plioplatecarpus hat nur noch 29 Wirbel vor den Beckenwirbeln. Das Schulterblatt ist größer als das Coracoid. Plioplatecarpus hatte das größte Gehirn aller Mosasaurier.
Das kanadische Plioplatecarpus-Exemplar wurde in Süßwasserablagerungen gefunden und könnte ein Hinweis darauf sein, das späte Mosasaurier Süßgewässer besiedelten und in Konkurrenz zu Krokodilen traten.